# Алоїс Небель
Алоїс Небель (чеськ. Alois Nebel) — повнометражний чеський мультиплікаційний чорно-білий фільм 2011 року режисера Томаша Лунака (Tomáš Luňák). Знята на основі трилогії коміксів Alois Nebel («Алоїс Небель») чеського письменника Ярослава Рудіша та чеського співака Яромира Свейдика (Jaromír Švejdík, відомий також під псевдонімом Яромир 99, Jaromír 99). Драма, знята з використанням техніки ротоскопіі, оповідає про диспетчера на покинутому полустанку на чеському кордоні.
Алоїс Небель вперше показали на 68-му Венеційському кінофестивалі 4 вересня 2011, в прокат в Чехії вийшов 29 вересня 2011. Фільм висували на премію Оскар як найкращий фільм іноземною мовою від Чехії, але він не потрапив у шорт-лист. Алоїс Небель здобув премію Європейський кіноприз на 25-й церемонії як найкращий анімаційний фільм.

## Опис
Алоїс Небель працює диспетчером на віддаленому полустанку на чеському кордоні. Він коротає дні зі своєю кішкою в очікуванні поїздів. І нікого не цікавить, що Алоїса переслідують галюцинації, а вони жахнули б будь-якого психіатра. Як то раз чоловік та його видіння зустрілися на пероні …

## У ролях
- Мирослав Кробот — Алоїс Небель
- Марія Лудвікова — Квєта
- Леош Нога — Вахек
- Карел Роден — в ролі німого
- Алоїс Швеглік — старий Вахек
- Ондржей Малий — Олда
- Ян Седан — Шокін
- Тереза Ворішкова — Дорота
- Марек Деніел — психіатр
- Сімона Бабчакова — Берта